# Fornæs Skibsophug

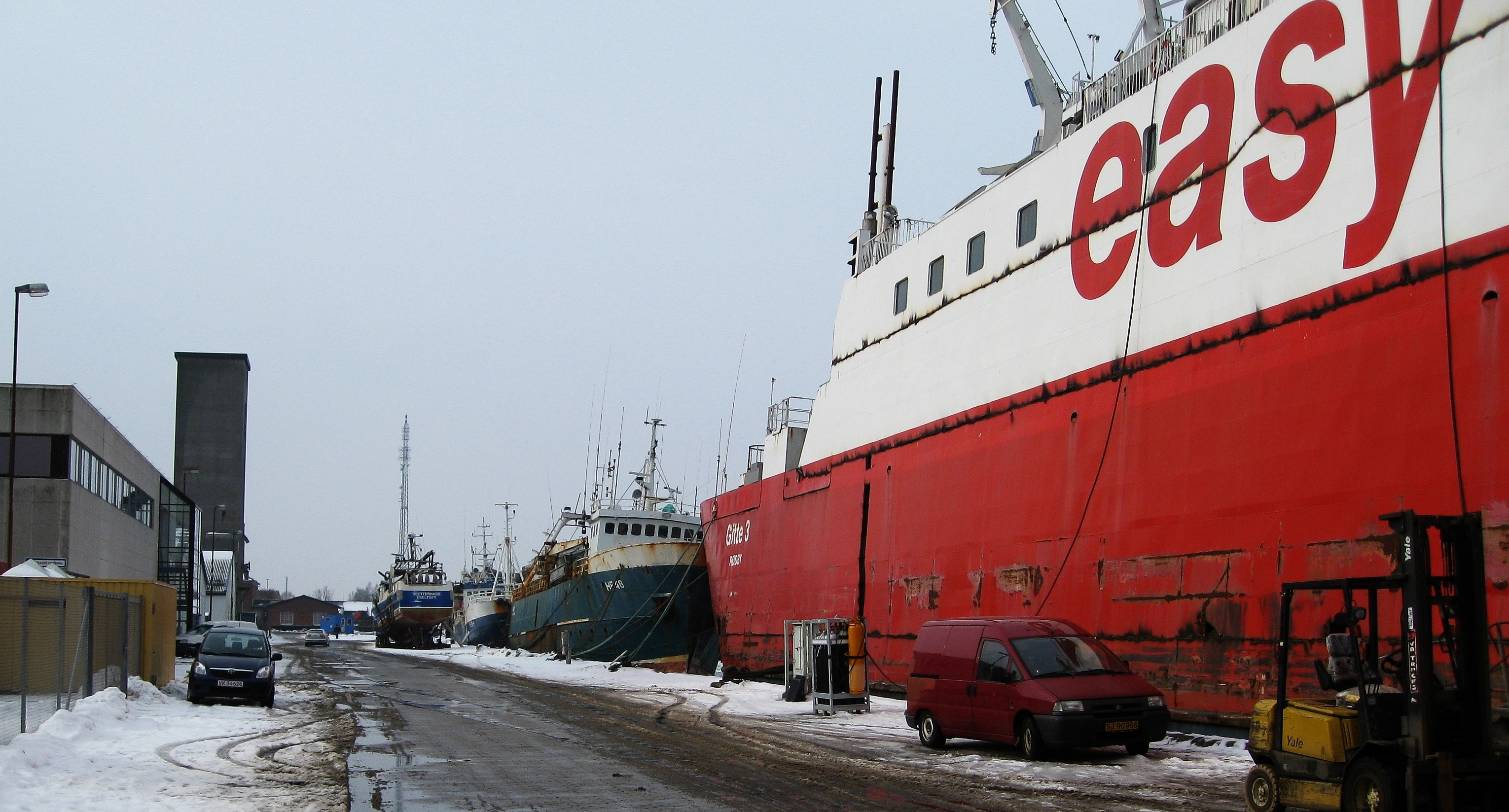
Schiffsverschrottung bei Fornæs

Fornæs Skibsophug ist ein dänisches Unternehmen in Grenaa, das Schiffe verschrottet und mit Schiffsausrüstung sowie Schrott handelt. Es wurde 1993 gegründet und hat seitdem über 1000 Frachtschiffe, Versorger, Fähren und militärische Wasserfahrzeuge abgebrochen.
Fornæs Skibsophug hat sich darauf spezialisiert, Schiffe bis 100 m Länge abzuwracken. Im Hafenbecken werden Ausrüstungsteile und Aufbauten entfernt, bis ein Gewicht von 750 t erreicht ist und der werfteigene Kran das Schiff an Land heben kann, wo es von Baggern mit hydraulischen Schneidezangen innerhalb von zwei Tagen zerlegt wird. Darüber hinaus verfügt die Werft über eine Slipanlage, über die Schiffsrümpfe an Land gezogen werden können. Nach eigenen Angaben erfüllt das Unternehmen alle Auflagen zum Schutz der Umwelt.